# 南瓜 (貓)
南瓜（英語：Pumpkin，2001年生）是英國的一隻雌性波斯貓，因在《哈利波特系列電影》中飾演妙麗·格蘭傑的貓歪腿（Crookshanks）而出名。

## 生平
南瓜最初來自於英國波斯貓救援中心，因為牠的外觀而被選中在《哈利波特系列電影》中飾演歪腿的角色。在拍攝前，教練唐娜·麥考密克-史密斯（Donna McCormick-Smith）共花了幾個月時間來訓練牠。由南瓜所飾演的歪腿最初在2004年的《哈利·波特：阿茲卡班的囚徒》中登場，之後也有在《哈利·波特：火盃的考驗》（2005年）和《哈利·波特：鳳凰會的密令》（2007年）中出現。此外牠飾演的這個角色還出現在2004年6月中華民國發行的哈利波特系列郵票裡，這也是目前已知唯一在郵票上出現的電影貓角色。
在哈利波特電影結束拍攝後，南瓜被其教練唐娜收養，並隨著主人搬到曼島居住。

## 外部連結
- 南瓜 (貓)（页面存档备份，存于）在哈利波特維基上的條目（英文）